# Východní Finsko
Východní Finsko (finsky Itä-Suomen lääni, švédsky Östra Finlands län) byl jeden z finských krajů. Sousedil s kraji Západní Finsko, Jižní Finsko a Oulu.
Kraj existoval mezi roky 1997 a 2010. Vznikl roku 1997 spojením 2 historických provincií
Karélie a Savo. Samotný znak kraje byl spojením znaků těchto dvou historických provincií. Východní Finsko sestávalo z provincií Jižní Savo, Severní Savo a Severní Karélie.